# Cederwald
Cederwald ist ein Ortsteil im Stadtteil Stadtmitte von Bergisch Gladbach.

## Geschichte
Der Name Cederwald lehnt sich an die bereits 1582 erwähnt Gewannenbezeichnung Zederwald  an, die das Urkataster westlich der Bensberger Straße verzeichnet. Der Zederwald erstreckte sich von der Strunde bis zur Bensberger Straße auf dem Werksgelände der Zanders Papierfabrik. Für die Deutung des Bestimmungswortes Ceder / Zeder gibt es unterschiedliche Aussagen. Am wahrscheinlichsten ist die Herkunft des Namens aus dem Lateinischen silva caedua (= Hauwald), woraus sich Caeduerwald und anschließend volksetymologisch Zederwald entwickelt hat. Nach der mundartlichen Form Zidderwald (= Zitterwald) lässt sich der Name durch den Bewuchs mit Pappeln und Espen erklären, deren Blätter im Wind gezittert haben. Eine weniger wahrscheinliche Deutung stammt aus dem 20. Jahrhundert. Danach wurde eine Verbindung zur germanischen Mythologie konstruiert. Der Cederwald sei ein düsterer Hain gewesen, in dem Verbrecher und Gefangene hingerichtet worden seien, die beim Betreten der dunklen Stätte gezittert hätten.
Carl Friedrich von Wiebeking benennt die Hofschaft auf seiner Charte des Herzogthums Berg 1789 als Zidderwald und verzeichnet dort eine Mühle. Aus ihr geht hervor, dass Cederwald zu dieser Zeit Teil der Honschaft Gladbach im gleichnamigen Kirchspiel war.
Unter der französischen Verwaltung zwischen 1806 und 1813 wurde das Amt Porz aufgelöst und Cederwald wurde politisch der Mairie im Kanton Bensberg zugeordnet. 1816 wandelten die Preußen die Mairie zur Bürgermeisterei Gladbach im Kreis Mülheim am Rhein. Mit der Rheinischen Städteordnung wurde Gladbach 1856 Stadt, die dann 1863 den Zusatz Bergisch bekam.
Der Ort ist auf der Topographischen Aufnahme der Rheinlande von 1824 als Zederwald Papier Mühle und auf der Preußischen Uraufnahme von 1840 als Mühle Zederwald verzeichnet. Ab der Preußischen Neuaufnahme von 1892 ist dort auf Messtischblättern die Zanders Papierfabrik verzeichnet.
| Jahr | Einwohner | Wohn- gebäude | Kategorie   | Bemerkung            |
| ---- | --------- | ------------- | ----------- | -------------------- |
| 1845 | 6         | 1             | Papiermühle | gen. Zederwaldsmühle |
| 1871 | 7         | 1             | Mühle       | gen. Cederwaldsmühle |
| 1885 | 84        | 9             | Wohnplatz   | gen. Cederwald       |
| 1905 | 109       | 13            | Wohnplatz   | gen. Cederwaldsmühle |